# Дайнштедт
Дайнштедт (нем. Deinstedt) — община в Германии, в земле Нижняя Саксония.
Входит в состав района Ротенбург-на-Вюмме. Подчиняется управлению Зельзинген. Население составляет 694 человека (на 31 декабря 2010 года). Занимает площадь 20,20 км².
Коммуна подразделяется на 2 сельских округа.